# Campionato italiano maschile di pallacanestro 1928
Il campionato italiano maschile di pallacanestro 1928 rappresenta la nona edizione del massimo campionato italiano di pallacanestro.
Finisce lo strapotere dell'ASSI Milano, chiudendo un ciclo di 6 scudetti in 8 edizioni del campionato. Inizia quindi il periodo d'oro della Ginnastica Roma di Angelo Bovi, che porta per la prima volta il titolo di campione d'Italia fuori dalla Lombardia.
Al secondo posto si è classificata la SEF Costanza Milano, al terzo lo YMCA Torino.

## Fase finale
Le partite di semifinale e finale si svolgono tutte nello stesso giorno, il 21 ottobre 1928 a Milano.
|  | Semifinali      | Semifinali      | Semifinali      |                 |                 | Primo posto     | Primo posto  | Primo posto |  |
|  |                 |                 |                 |                 |                 |                 |              |             |  |
|  | Costanza Milano | Costanza Milano | 39              |                 |                 |                 |              |             |  |
|  | Costanza Milano | Costanza Milano | 39              |                 |                 |                 |              |             |  |
|  | Toti Trieste    | Toti Trieste    | 13              |                 |                 |                 |              |             |  |
|  | Toti Trieste    | Toti Trieste    | 13              |                 | Costanza Milano | Costanza Milano | 21           |             |  |
|  |                 |                 |                 |                 | Costanza Milano | Costanza Milano | 21           |             |  |
|  |                 |                 | Ginnastica Roma | Ginnastica Roma | 27              |                 |              |             |  |
|  | Ginnastica Roma | Ginnastica Roma | Ginnastica Roma | Ginnastica Roma | 27              | 34              |              |             |  |
|  | Ginnastica Roma | Ginnastica Roma |                 |                 |                 | 34              |              |             |  |
|  | YMCA Torino     | YMCA Torino     | 12              |                 |                 | Terzo Posto     | Terzo Posto  | Terzo Posto |  |
|  | YMCA Torino     | YMCA Torino     | 12              |                 |                 |                 |              |             |  |
|  |                 |                 |                 |                 |                 |                 |              |             |  |
|  |                 |                 |                 |                 |                 | Toti Trieste    | Toti Trieste | 18          |  |
|  |                 |                 |                 |                 |                 | Toti Trieste    | Toti Trieste | 18          |  |
|  |                 |                 |                 |                 |                 | YMCA Torino     | YMCA Torino  | 28          |  |

Parziali del primo tempo: Ginnastica Roma 17 - Costanza Milano 5; YMCA Torino 16 - Toti Trieste 10 (da Il Littoriale del 22 ottobre 1928)

## Verdetti
- Campione d'Italia:  Ginnastica Roma

Formazione: Arnaldo Andrei, Vittorio Diana, Mario Guidarelli, Adolfo Mazzini, Giambattista Rovelli, Toti, Evaristo Zambelli. Allenatore: Angelo Bovi.